# أعالي السين
أو دو سين (بالفرنسية: Hauts-de-Seine، أو مرتفعات السين)‏ هو إقليم فرنسي يقع في منطقة إيل دي فرانس القريبة من باريس، رقمه التسلسلي 92. وهو يغطي الضواحي الغربية للعاصمة باريس.

## معرض صور

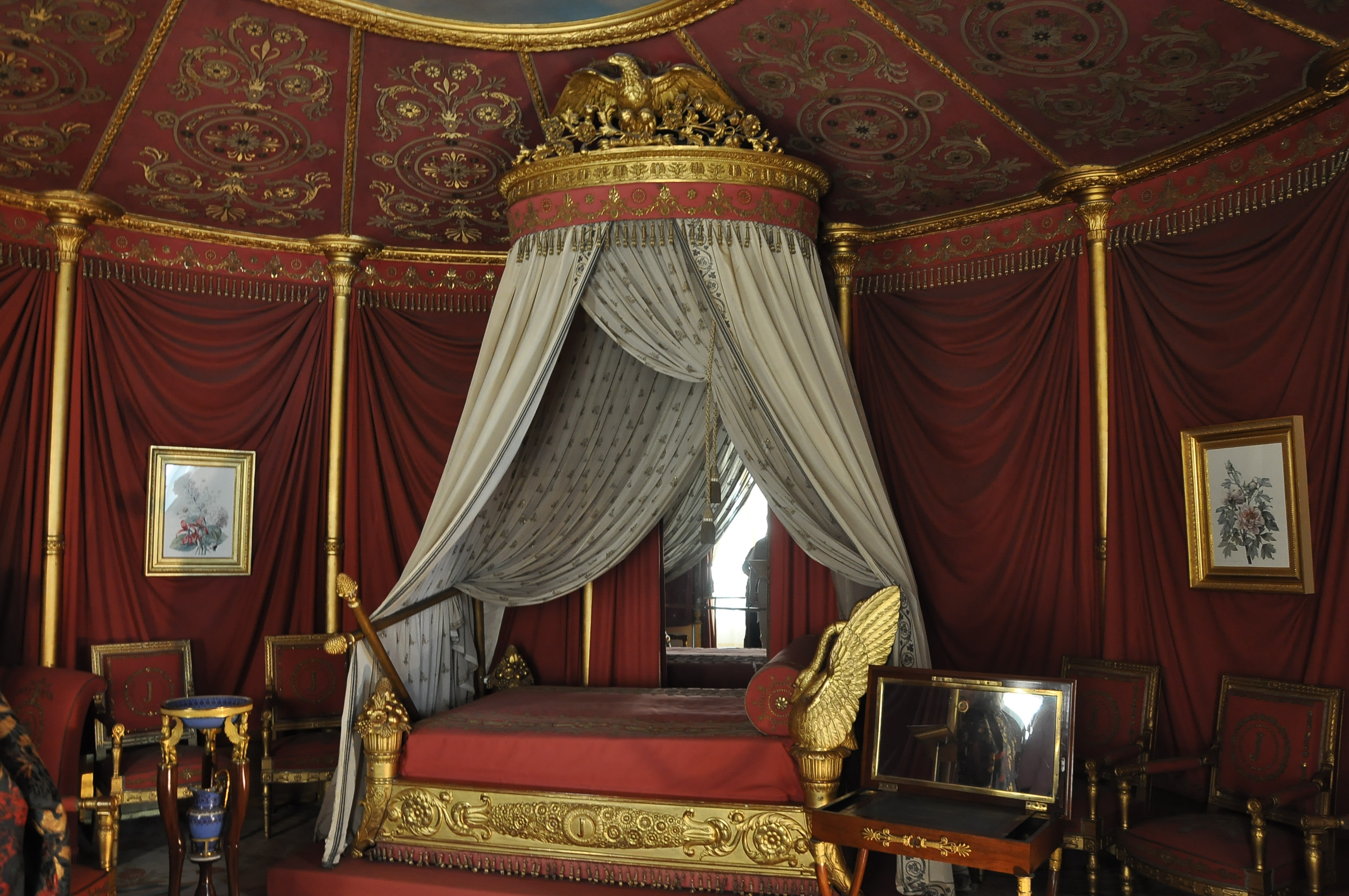
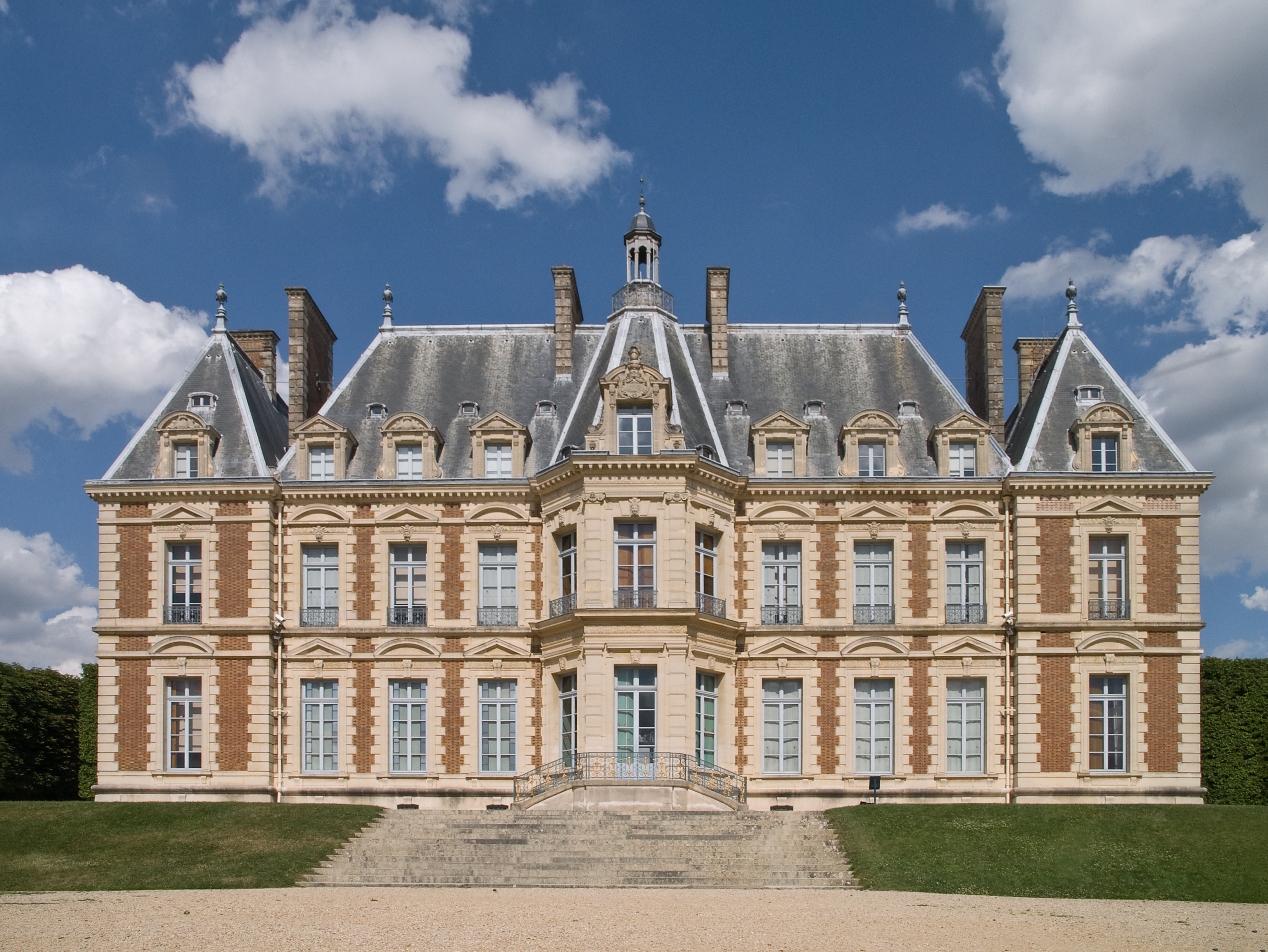
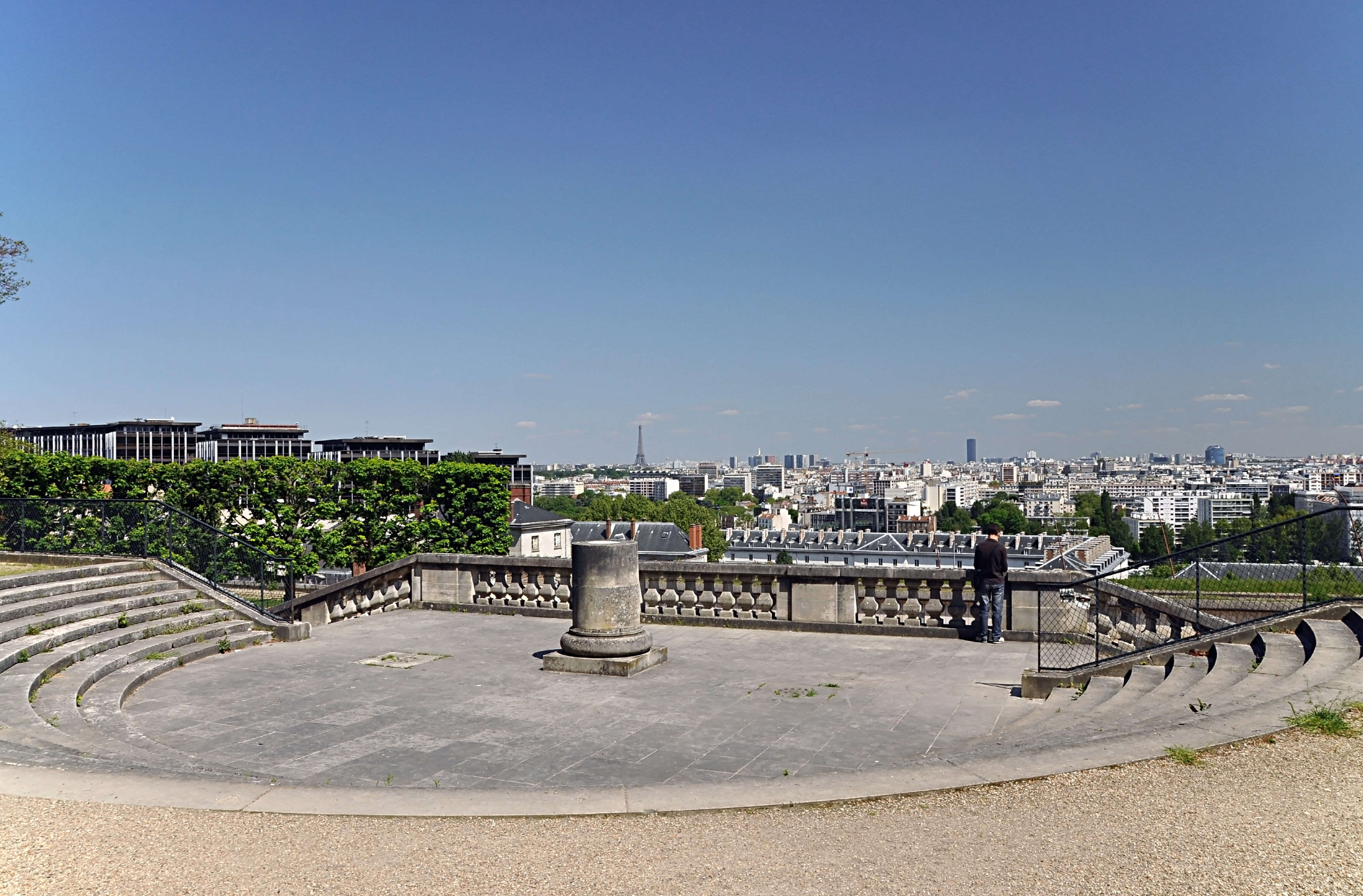

## أعلام
- موريس شيفالييه
- جاك ديري
- هنري برجسون